# Coyaima
Coyaima ist eine Gemeinde (municipio) im Departamento Tolima in Kolumbien.

## Geographie
Coyaima liegt im Süden von Tolima, in der Provinz Sur auf einer Höhe von 392 m ü. NN am Río Saldaña etwa 114 km von Ibagué entfernt und hat eine Jahresdurchschnittstemperatur von 28 °C. Die Gemeinde grenzt im Norden an Saldaña, im Osten an Purificación und Prado, im Süden an Natagaima und Ataco und im Westen an Chaparral und Ortega.

## Bevölkerung
Die Gemeinde Coyaima hat 28.443 Einwohner, von denen 4896 im städtischen Teil (cabecera municipal) der Gemeinde leben (Stand: 2019).

## Geschichte
Die Gemeinde Coyaima geht zurück auf das indigene Volk der Coyaimas, das sich während der Konquista mit den Spaniern gegen die Pijaos verbündete. Die Spanier und Juan de Borja gründeten 1608 ein Dorf zur Konzentration der Indigenen, dessen Bestehen 1621 formalisiert wurde. Seit 1778 befindet sich Coyaima an heutiger Stelle. Seit 1863 hat Coyaima den Status einer Gemeinde.